# Siegel Idahos
Das große Siegel des US-Bundesstaats Idaho wurde 1863 eingeführt.

## Geschichte
Das Siegel des Idaho-Territoriums wurde bis zur Gründung des Staates 1890 verwendet. Sein Design stammt von Emma Edwards Green, die einzige Frau, die je ein Siegel eines US-Bundesstaates entwarf.
Zuletzt wurde 1957 eine Änderung am Siegel vorgenommen, um die Bedeutung von Bergbau, Landwirtschaft und Forstwirtschaft für Idaho besser hervorzuheben.

## Beschreibung
Das aktuelle Siegeldesign enthält auf einem äußeren Ring die Worte „Great Seal of the State of Idaho“. Weiterhin befindet sich auf diesem Ring in der Mitte unten ein Stern, welcher für „ein neues Licht in der Galaxy der (Bundes-)Staaten“ stehen soll. Der Innenteil des Siegels enthält zuoberst ein Banner mit dem lateinischen Motto „Esto perpetua“; zu Deutsch: „Es sei für immer“ (oder: „Du seist...“). Zentrale Elemente sind eine Frau, eine Darstellung von Iustitia, und ein Mann, ein Bergarbeiter. Iustitia ist kenntlich an der Waage mit waagrechtem Balken und Stab, der hier von einer Freiheitsmütze bekrönt ist.
Zwischen diesen beiden ist ein Schild platziert, der Bilder enthält, die symbolisch für den Staat sind.
Der Tannen- oder Kiefernbaum auf der rechten Seite des Schilds bezieht sich auf die Forstwirtschaft.
Der pflügende Bauer auf der linken Seite des Schilds sowie die Getreidegarbe unterhalb des Schilds stehen für Idahos landwirtschaftliche Ressourcen, während die beiden Füllhörner den Gartenbau symbolisieren.
Idaho hat ein Jagdgesetz, welches den Elch und den Rothirsch schützt. Daher befindet sich über dem Schild ein Hirschkopf. Die Staatsblume, der Pfeifenstrauch Philadelphus lewisii, findet sich zusammen mit reifem, hüfthohem Weizen auf der linken Seiten des inneren Kreises wieder.
Bei dem auf dem Schild abgebildeten Fluss handelt es sich um den Snake River oder den Shoshone River.